# Загорац, Радмила
Радмила Загорац (серб. Радмила Загорац; род. 24 января 2001) — сербская спортсменка, тяжёлоатлетка, двукратный бронзовый призёр чемпионатов Европы (2022, 2025). Чемпионка Европы среди юниоров 2021 года.  

## Биография
Радмила в апреле 2021 года приняла участие на взрослом чемпионате Европы, который состоялся в Москве. В категории до 45 кг она заняла итоговое седьмое место с результатом по сумме двух упражнений - 138 кг. В этом же году на молодёжном чемпионате Европы, в категории до 45 кг она стала чемпионкой с суммой в 145 кг.
В мае 2022 года на чемпионате Европы в Тиране, сербская спортсменка выступила весовой категории до 45 кг. Итогом такого выступления стала бронзовая медаль с результатом по сумме двух упражнений 152 килограмма.
На чемпионате Европы 2025 года в Кишинёве завоевала бронзовую медаль в весовой категории до 49 кг с итоговым результатом 169 кг. В упражнении "толчок" стала бронзовым призёром (95 кг).

## Достижения
Чемпионат Европы
| Результат | Вес       | Год  | Место соревнований | Рывок | Толчок | Общий вес |
| Бронза    | до 45 кг. | 2022 | Тирана, Албания    | 68,0  | 84,0   | 152,0     |
| Бронза    | до 49 кг. | 2025 | Кишинёв, Молдова   | 73,0  | 96,0   | 169,0     |